# Ismail Yusupov
Ismail Abdurasulovich Yusupov (12 de maig de 1914, poble de Sofia (ara Talgar), Oblast de Semirechensk - 17 de maig de 2005, Alma-Ata) va ser líder del partit soviètic, primer secretari del Comitè Central del Partit Comunista del Kazakhstan de 1962 a 1964, diputat del Suprem Soviètic de la URSS i de la SSR del Kazakhstan.

## Biografia
Nascut el 1914 en una família pobra. Tenia nacionalitat uigur.
El 1934 es va graduar al Col·legi Agrícola de Talgar, va treballar a la MTS de Turkestan de la regió del sud del Kazakhstan, després com a agrònom cap del departament agrícola, director del MTS, cap adjunt del departament regional, cap de la granja regional d'aigua.
Des de 1940 - a l'exèrcit, es va graduar a l'escola militar-política de Minsk. Membre de la Segona Guerra Mundial. Va lluitar com a comissari del 275è batalló d'esquí separat al front de Leningrad, per distincions militars que se li va concedir l'Ordre de la Bandera Vermella.
El 1945-1951 - Ministre dels Recursos Hídrics de l'RSS SS Kazakh.
Després de graduar-se a l'Escola del Partit Superior sota el Comitè Central del PCUS, va dirigir una de les àrees líders durant el desenvolupament de les terres verges: el segon secretari del Comitè Regional Kustanai del Partit Comunista del Kazakhstan.
- 1955-1959 - Primer secretari del Comitè Regional del Kazakhstan del Sud del Partit Comunista del Kazakhstan,
- 1959-1962 - Secretari del Comitè Central del Partit Comunista del Kazakhstan,
- 1962 - Primer secretari del Comitè Regional del Kazakhstan del Sud del Partit Comunista del Kazakhstan,
- 1962-1964 - Primer Secretari del Comitè Central del Partit Comunista del Kazakhstan,
- 1965-1966 - President del Comitè executiu regional dels Urals
- 1966-1971 - Cap del Patronat republicà de les explotacions estatals de la viticultura del Kazakhstan.

Membre del Comitè Central de la PCUS (1956–61). Membre candidat del Comitè Central del PCUS (1961-66). Membre del Soviet Suprem de l'URSS de la 5a i 6a convocatòria. Membre del Consell Suprem de l'RSS SS del Kazakhstan (1938-1967) 
Durant el seu mandat com a primer secretari del Comitè Central del Partit Comunista del Kazakhstan, per iniciativa seva, diverses regions del sud del Kazakhstan van ser transferides a Uzbekistan.
El primer secretari del Comitè Central del Partit Comunista del Kazakhstan D. A. Kunaev, que va dirigir la república durant 24 anys, va escriure en la seva memòria "De Stalin a Gorbachov" que Yusupov I. A. No va treballar amb molts associats del partit al capdavant de l'RSS SS de Kazakh. Tampoc va romandre a Uralsk com a president del comitè executiu regional. Destituït del càrrec de primer secretari del Comitè Central del Partit Comunista del Kazakhstan per proposta de L. Jo Brejnev.